# Partisan Records
Partisan Records est un label indépendant de production de disques créé par Ian Wheeler and Tim Putnam en 2007.

## Développement du label
En 2014, Partisan Records compte 27 employés et dispose d’un bureau de trois personnes à Londres. Putnam et Wheeler ont étendu leurs activités à d’autres entreprises, notamment en lançant le site talkhouse.com avec Michael Azerrad.

## Artistes actuels
- Ages and Ages
- Baby In Vain
- Bombino
- Cigarettes After Sex
- Craig Finn
- Deer Tick
- Dilly Dally
- Emel Mathlouthi
- Flock of Dimes
- Heartless Bastards
- Holy Sons
- IDLES
- John Grant
- Lontalius
- Middle Brother
- Nico Yaryan
- PHOX
- Pure Bathing Culture
- Tender
- The Amazing
- The Black Angels
- Torres
- Violents

## Artistes passés
- The Dismemberment Plan
- Eagulls
- Fontaines D.C.
- Lumerians
- Sallie Ford and the Sound Outside
- Emily Wells